# Пробуждение (фильм, 1954)
«Пробуждение» (англ. The Awakening, 1954) — короткометражная драма из телесериала Дуглас Фэрбенкс представляет, сценарий которой основан на повести Гоголя «Шинель». В главной роли снялся Бастер Китон.

## Интересные факты
- Роль Служащего (англ. The Man, прототип — Акакий Акакиевич Башмачкин) стала первой драматической ролью Бастера Китона в кино.
- Сюжет Гоголя существенно изменен. В фильме очевидны аллюзии на антиутопию Джорджа Оруэлла «1984».

## В ролях
- Бастер Китон — Служащий
- Джеймс Хэйтер — Правитель страны
- Карл Яффе — Портной
- Линн Коул — Девушка
- Джеффри Кин — Начальник